# Чернцы (Шуйский район)
Че́рнцы — село в Шуйском районе Ивановской области России, входит в состав Введенского сельского поселения.

## География
Село Чернцы находится в восьми километрах к северу от города Шуи и в 30 км от областного центра города Иваново. Связь с районным центром осуществляется по автомобильным дорогам регионального значения Шуя — Котюрево — Реньково и Шуя — Введенье — Горицы. Село стоит на правом берегу реки Тезы.

## История
В первой половине XVI столетия Чернцы принадлежали князю Михаилу Васильевичу Горбатому, который в духовной грамоте, писанной в 1535 году, завещал эту вотчину Николо-Шартомскому монастырю. Но в жалованной грамоте царя Василия Иоанновича Шуйского Суздальскому Покровскому женскому монастырю 1606 года село Чернцы значится уже во владении Покровского монастыря. В 1623 году царь Михаил Фёдорович на право владения Чернцами пожаловал этому монастырю подтвердительную грамоту. Вотчиной Покровского монастыря село Чернцы оставалось до отобрания монастырских имений в казну в 1764 году.
В старинные времена церковь была освящена в честь Святого Пророка Илии, почему и само село названо Чернцами-Ильинскими. В 1819 году на средства прихожан в селе была построена каменная церковь с колокольней и оградой в честь Святителя и Чудотворца Николая. При этой церкви имелась тёплая каменная церковь с одним престолом во имя Святого Пророка Илии. В селе с 1886 года было открыто земское народное училище.
В конце XIX — начале XX века село входило в состав Пупковской волости Шуйского уезда Владимирской губернии. В 1859 году в селе числилось 36 дворов, в 1905 году — 50 дворов.

## Население
| 1859 | 1905 |
| ---- | ---- |
| 215  | 250  |

| 1859 | 1905 | 2010 |
| ---- | ---- | ---- |
| 215  | ↗250 | ↗496 |

## Инфраструктура
Общая протяжённость улиц и дорог в селе — 2,72 км. Муниципальное казённое общеобразовательное учреждение «Чернцкая основная школа», Чернцкое муниципальное дошкольное образовательное учреждение. Централизованная система водоснабжения. Функционирует 1 котельная на твердом топливе. Работы по газификации планируется закончить в 2015 году.

## Экономика
Текстильная фабрика ООО «Чернцы».

## Русская православная церковь
- Церковь Илии Пророка
- Церковь Николая Чудотворца (1819)[8]